# Chomskybot
O Chomskybot é um bot, ou seja, um software que gera parágrafos similares aos trabalhos lingüísticos de Noam Chomsky. O Chomskybot é derivado de um outro programa chamado Foggy, que imitava a linguagem de gerência de negócios. As frases de Chomsky foram coletadas por John F. Sowa. O programa foi projetado por Anthony Aristar e John Lawler, e a versão em Perl foi escrita por Kevin McGowan.
O programa funciona da seguinte maneira: gera sempre cinco sentenças para um parágrafo; cada sentença contém um número fixo de partes; para cada uma das partes acima mencionadas há um número de alternativas. O programa escolhe aleatóriamente alternativas para construir sentenças e parágrafos. Além disso, o autor das alternativas construiu-as de tal maneira que cada combinação possível é gramaticalmente correta (embora obviamente semanticamente incoerente).